# SARS-CoV
|  | Aquest article tracta sobre la soca de virus que causa SARS. Per a la varietat que provoca COVID-19, vegeu SARS-CoV-2. Per a l'espècie a la qual pertanyen ambdues soques, vegeu SARSr-CoV. |

El SARS-CoV (de l'anglès severe acute respiratory syndrome coronavirus, o SARS-CoV-1) és una soca de virus de l'espècie Coronavirus relacionats amb la síndrome respiratòria aguda greu (SARSr-CoV) que causa la SARS. Pertany al gènere dels Betacoronavirus, de la subfamília Orthocoronavirinae (coronavirus), dins de la família Coronaviridae. Es tracta d'un virus d'ARN monocatenari de sentit positiu, embolcallat i d'origen zoonòtic.
El SARS-CoV va originar l'epidèmia de la SARS que va sorgir el 2003 en els països de sud-est asiàtic. Va emergir el novembre de 2002 (és, per tant, un virus emergent) a la província de Canton, Xina. Des de la seva aparició l'agost de 2003, el virus havia infectat 8.422 persones en una trentena de països causant 916 morts.

## Classificació
Ordre Nidovirales
- Família Coronaviridae
  - Subfamília Orthocoronavirinae (coronavirus)
    - Gènere Betacoronavirus; espècie tipus: Murine coronavirus
      - Subgènere Sarbecovirus
        - Espècie Coronavirus relacionats amb la Síndrome respiratòria aguda greu (SARSr-CoV)
          - SARS-CoV (causant de la SARS en humans)[2]
          - SARS-CoV-2 (causant de la COVID-19 en humans)
          - Soca de rat-penat SL-CoV-WIV1
          - Soca de rat-penat SARSr-CoV HKU3
          - Soca de rat-penat SARSr-CoV RP3